# 天府机场北站
天府机场北站位于中华人民共和国四川省成都市简阳市石板凳街道成都天府国际机场北侧空港大道上，是成都地铁18号线的一座地下车站，于2020年12月18日启用。2023年11月28日，19号线二期工程开通，本站开始提供19号线共线运营车次服务。
本站因位于天府机场北侧而得名。施工期间，曾用工程名“机场北”。本站另有副站名“四川航空”。

## 车站结构
天府机场北站18号线车站为地下二层2面2线岛式站台车站，供18号线和19号线列车停靠，其中18号线车次为普线车和直达车，19号线车次为共线车。另有一个岛式站台预留给成都市域铁路S13线使用。
| 地面                       | 0    | 出口A1·A2·B·C·D1·D2·D3 |
| 地下一层                   | 站厅 | 自助购票 客服中心 |
| 地下二层                   | 站台 | \| \| \| 19号线往金星[註 2]（天府机场1号2号航站楼） 18号线往火车南站（天府机场1号2号航站楼） \| \| 島式 · 開左邊车门 · 卫生间 \| \| \| \| \| \| 18号线下客站台 19号线[註 2]下客站台 \| |
|                            |      | 19号线往金星（天府机场1号2号航站楼） 18号线往火车南站（天府机场1号2号航站楼） |
| 島式 · 開左邊车门 · 卫生间 |      | |
|                            |      | 18号线下客站台 19号线下客站台 |

## 出入口
本站目前开放7个出入口。由于从站厅与A2出口之间存在高差，而A2出口附近有设有电梯，因此通道内设有轮椅升降台。
|              |            |              |                                                                                        |      |
| 编号         | 设施       | 设施         | 指示                                                                                   | 照片 |
|              | 无障碍电梯 | 无障碍电梯   | 凌腾路、昆仑街、四川航空公司天府分公司、东航四川分公司天府基地、国航西南分公司天府基地 |      |
| 出口 · A · 2 | 无障碍电梯 | 无障碍电梯   | 凌腾路、莲花湖公园                                                                     |      |
| 出口 · B     | 无障碍电梯 | 无障碍电梯   | 昆仑街、四川航空公司天府分公司、民航西南空管局天府第三工作区                           |      |
| 出口 · C     |            |              | 翱翔街、神州街、祥鹏航空成都天府基地                                                   |      |
| 出口 · D · 1 | 无障碍电梯 | 无障碍卫生间 | 凌腾路、机场北停车场                                                                   |      |
| 出口 · D · 2 | 无障碍电梯 | 无障碍卫生间 | 凌腾路                                                                                 |      |
| 出口 · D · 3 |            |              | 翱翔街、天府机场办公大楼、天府机场员工服务中心                                         |      |

## 直达列车
本站提供18号线直达列车服务，中途仅停靠天府机场1号2号航站楼站，终点站火车南站。每日第一班直达车为线路首发车，5时55分发车，其余班次7时至23时整点发车，每日开行36列。

## 历史
- 2020年5月5日，18号线和13号线主体结构封顶[2]。
- 2020年12月18日，18号线车站启用。
- 2021年6月27日，18号线开行快线，本站上一站为天府机场1号2号航站楼。
- 2023年6月1日，18号线取消快线，开行直达车，本站上一站为天府机场1号2号航站楼。
- 2023年11月28日，19号线共线运营车次开始停靠本站。

## 未来发展
根据线网规划，成都市域铁路S13线在天府机场北站设有一站。该线路建设规划已获批复，尚未开工建设。